# Куарна-Сотто
Куарна-Сотто (итал. Quarna Sotto) — коммуна в Италии, располагается в регионе Пьемонт, в провинции Вербано-Кузьо-Оссола.
Население составляет 428 человек (2008 г.), плотность населения составляет 27 чел./км². Занимает площадь 16 км². Почтовый индекс — 28896. Телефонный код — 0323.
Покровителем коммуны почитается святитель Николай Мирликийский, празднование 6 декабря.
На городском кладбище покоится прах знаменитого итальянского танцовщика-виртуоза, балетмейстера и педагога Энрико Чекетти (1850—1928), чья деятельность в области балета оставила заметный след в искусстве России и Европы.

## Демография
Динамика населения:

## Администрация коммуны
- Официальный сайт: http://www.comune.quarnasotto.vb.it/